# 혼다 요이쓰

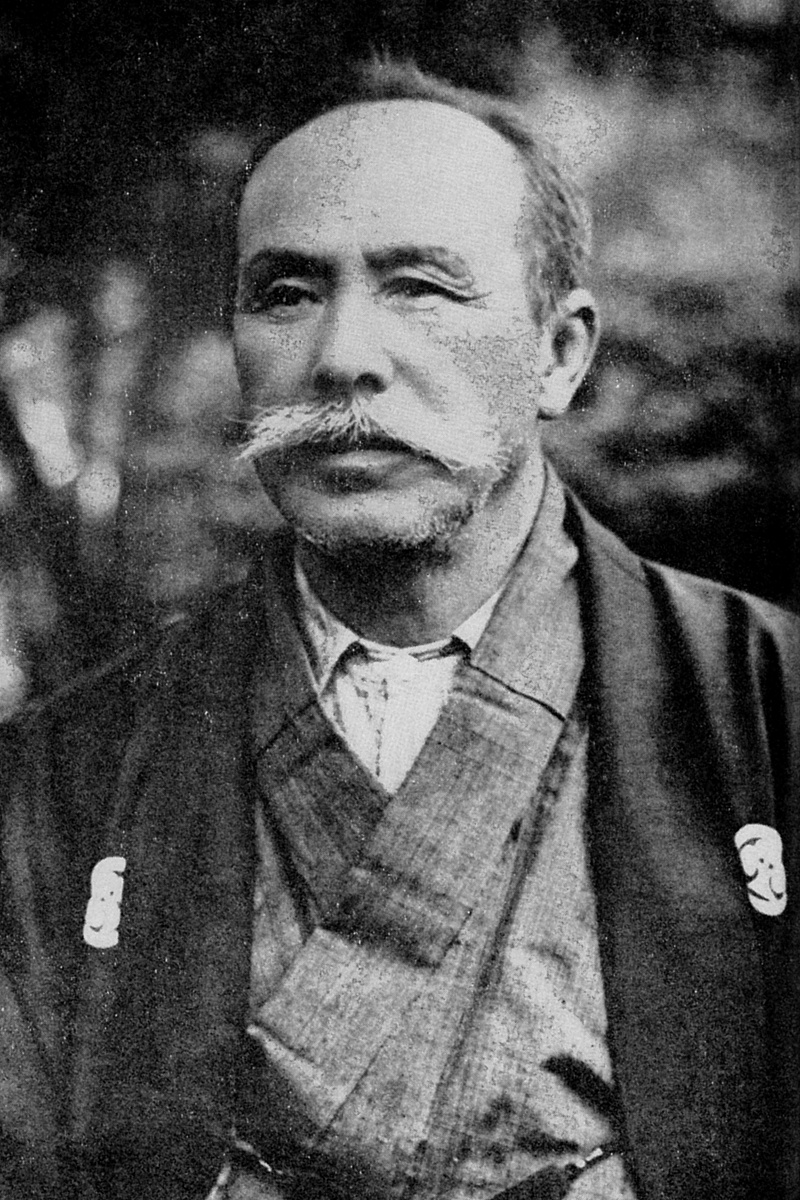
기모노 차림의 혼다.

혼다 요이쓰(일본어: 本多庸一, 1848년 ~ 1912년)는 일본의 기독교 목회자이며 교육인이다.
아오모리현 히로사키시 출생이다. 우치무라 간조, 니토베 이나조와 함께 메이지 시대 일본 기독교 교육의 선구자로 평가받는다.
초년에는 유학을 공부하고 병법과 검술을 익히다가, 영어를 배우기 위해 요코하마로 간 것을 계기로 1872년에 미국인 선교사를 만나고 기독교 신자가 되었다.
이후 고향인 도호쿠 지방에서 교육 사업과 목회를 겸하며 활동하였다. 본래 장로교 목사였으나 1886년에는 감리교 교회의 목회자가 되어 그 사이 교파를 바꾸었다. 미국에 유학하고 돌아온 뒤 아오야마학원 제2대 원장에 올랐고, 일본 감리교회 초대 감독을 지냈다.